# Чемпионат России по баскетболу 1996/1997
Чемпионат России по баскетболу 1996/1997 являлся 6 сезоном чемпионата России РФБ.

## Регламент
В суперлиге участвовало 10 команд. На 2-м этапе команды были разделены на две группы (1-4-е места и 5-10-е места) и сыграли в два круга с учетом всех ранее набранных очков.
По окончании 2 этапа регулярного первенства 4 лучшие команды из группы Б с участниками группы А в серии плей-офф разыграли медали чемпионата. 1/4 и 1/2 финала проходили до 2-х побед, матч за 3-е место и финал — до 3-х побед. Четыре команды, проигравшие в 1/4 финала, в однокруговом турнире разыграли места с 5-го по 8-е на площадке команды, которая заняла первое место в группе Б суперлиги.
Команды, занявшие два последних места в группе Б (9 и 10 место суперлиги) в переходном турнире с участием 2-х лучших команд дивизиона А разыграли право участие в суперлиге на следующий сезон.
В дивизионе А высшей лиги должны были принять участие 12 коллективов (позже иркутский «Ермак» от участия отказался из-за отсутствия финансирования), в дивизионе Б — 10 (позже белгородский «Витаминщик» снялся с розыгрыша).

## Регулярный чемпионат

### Участники
- Автодор
- Аквариус Волгоград
- ЦСКА
- БК Самара
- ЦСК ВВС
- Спартак Москва
- Динамо Москва
- Спартак СПб
- Транс-Блок Новосибирск
- Шахтёр Черемхово

## Итоговое положение
- 1. ЦСКА
- 2. Автодор
- 3. Самара
- 4. Динамо Москва
- 5. ЦСК ВВС
- 6. Шахтёр Черемхово
- 7. Спартак СПб
- 8. Спартак Москва
- 9. Транс-Блок Новосибирск
- 10. Аквариус Волгоград